# Majbritt Birkholm
Majbritt Birkholm (født 10. maj 1981 i Holstebro) er en dansk politibetjent og politiker, der er næstformand for Dansk Folkeparti.
Majbritt Birkholm er uddannet politibetjent fra Politiskolen i 2009 og arbejdede derefter hos Østjyllands Politi, men arbejder pr. 2024 som efterforsker ved National enhed for Særlig Kriminalitet under Rigspolitiet.
I april 2023 blev hun valgt til næstformand og har særligt ansvaret for den organistatoriske del af partiet. Hun overtog posten efter René Christensen. Hun har tidligere været folketingskandidat for partiet i Vestjyllands Storkreds, men blev i september 2024 valgt som spidskandidat i Nordjyllands Storkreds.
Efter en ordførerrokade i slutningen af september 2024 blev hun udpeget til veteranordfører og ligestillingsordfører, selv om hun ikke sidder i Folketinget.
Majbritt Birkholm var også opstillet til Europa-Parlamentsvalget 2024.